# Tanacetum chitralense
Tanacetum chitralense — вид рослин з родини айстрових (Asteraceae), ендемік північного Пакистану.

## Опис
Прямостійний, розгалужений від ± деревної основи, гілки косо піднімаються, рідко ± притиснуті волохаті, знизу регулярно облистяні, вгору стають голими. Листові пластинки від еліптичних до округлих, завдовжки 5–10 мм, перисті на 2–4, віддалені, циліндрично-лінійні, 2–3 × ≈ 0.5 мм, кінцеві сегменти щільно-точково залозисті. Квіткові голови поодинокі на вершинах гілок. Приквітки блідо-зелені, коричневі на краях. Язичкові квітки жіночі, стерильні, з ≈ 8 × 2–3 мм, верхівково-зубчастими білими язичками; дискові квітки жовті, двостатеві, з 5-зубчастими, ≈ 3 мм вузькотрубчастими віночками. Плоди завдовжки ≈ 1.5 мм, 5-ребристі. Період цвітіння: липень — серпень.

## Середовище проживання
Ендемік північного Пакистану. Населяє сухі піщано-гравійні місця; на висотах 3000–4000 м.